# Osiedle Parkowa (Hajnówka)
Osiedle Parkowa – dzielnica Hajnówki. Osiedle kilku bloków z wielkiej płyty rozlokowane na rogu ulic: Parkowej i 3 Maja.

## Historia
Wybudowane na przełomie lat 80. i 90. XX w. Teren na którym znajduje się osiedle zajmowały Zakłady Drzewne (Tartak). Znajdowała się tu też dawna remiza straży pożarnej Zakładów Drzewnych i hale produkcyjne.

## Ulice
3 Maja, Jakuba Kołasa, Parkowa

## Galeria

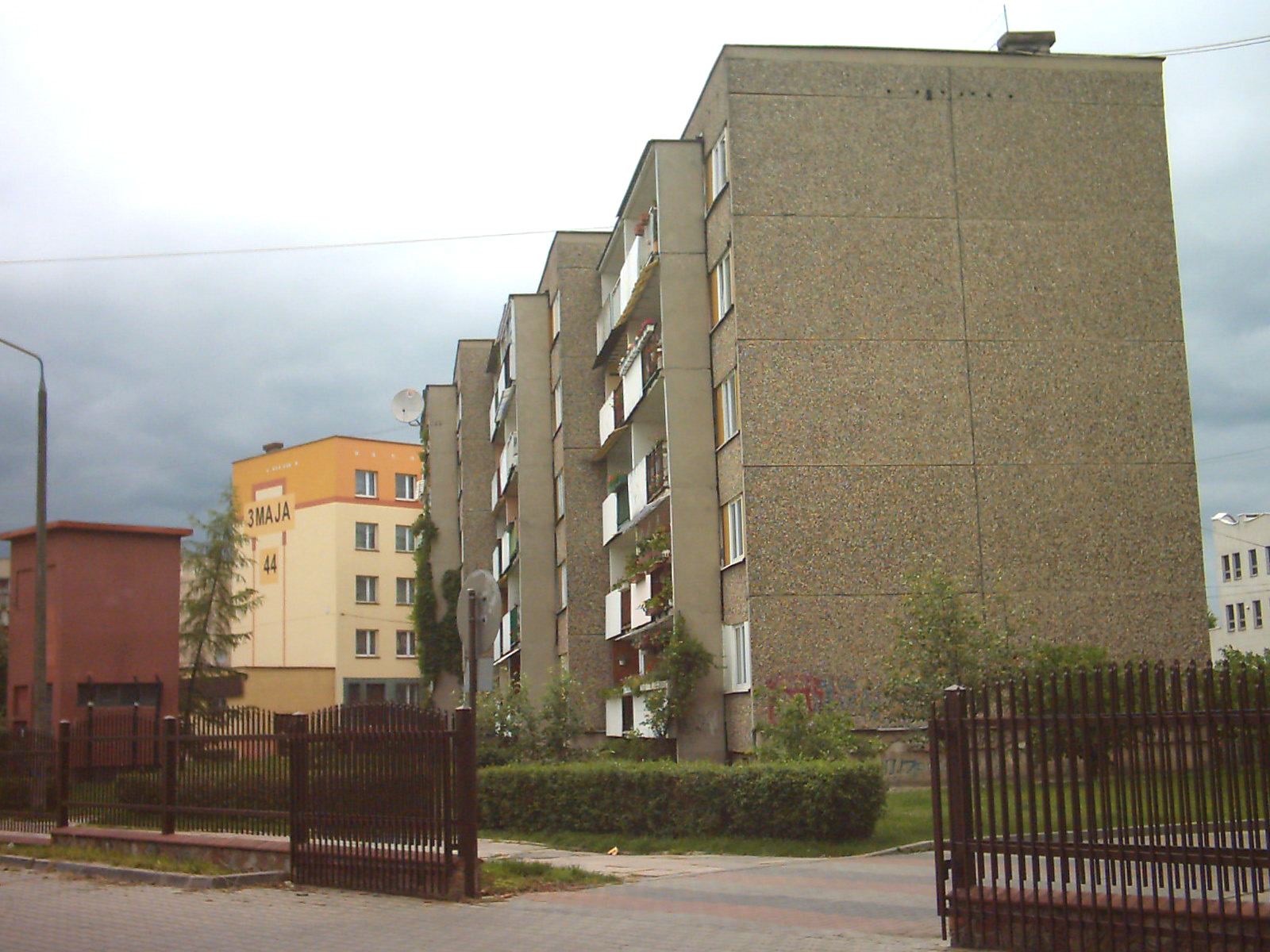
Osiedle Parkowa
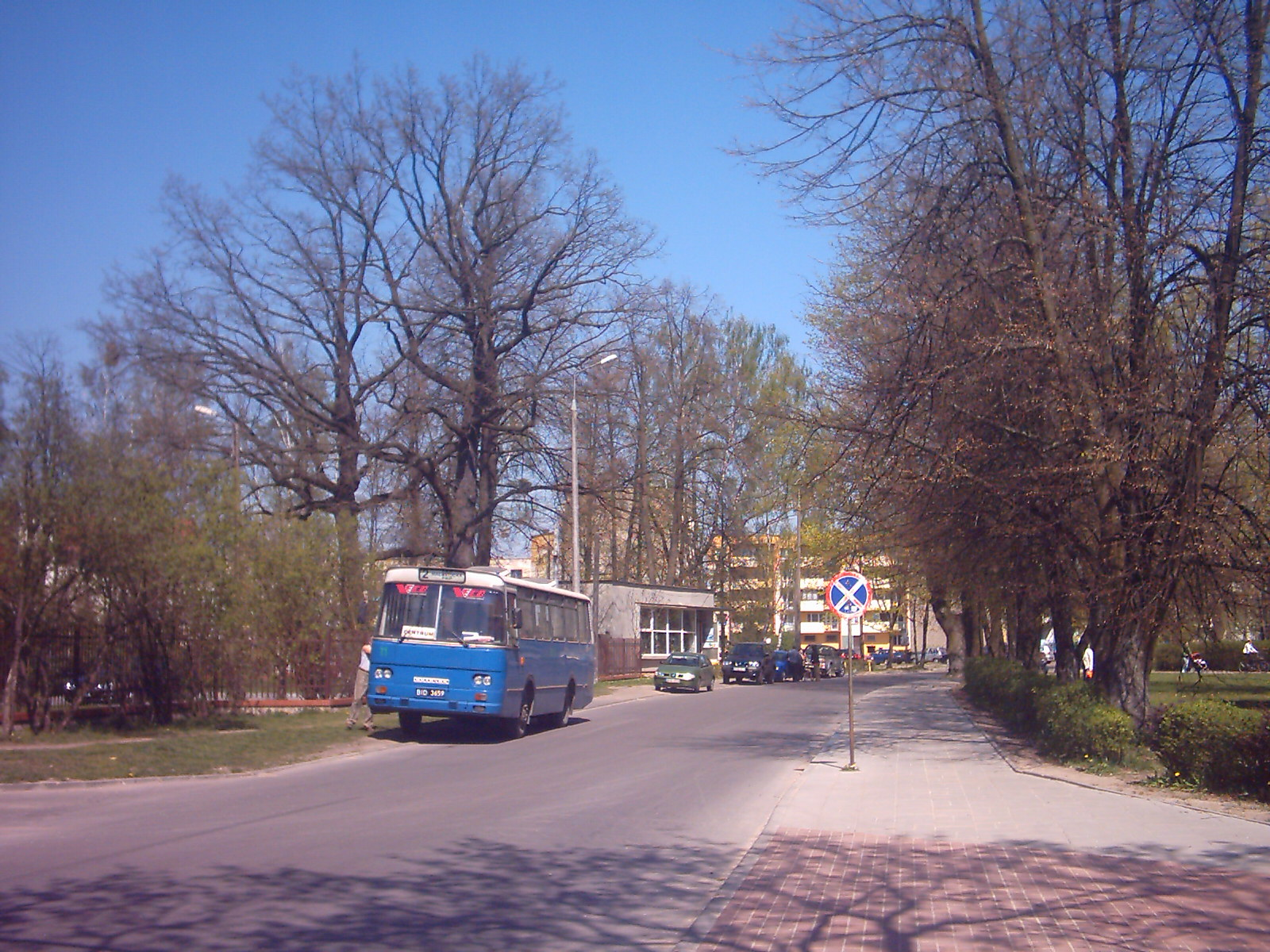
Ulica Parkowa
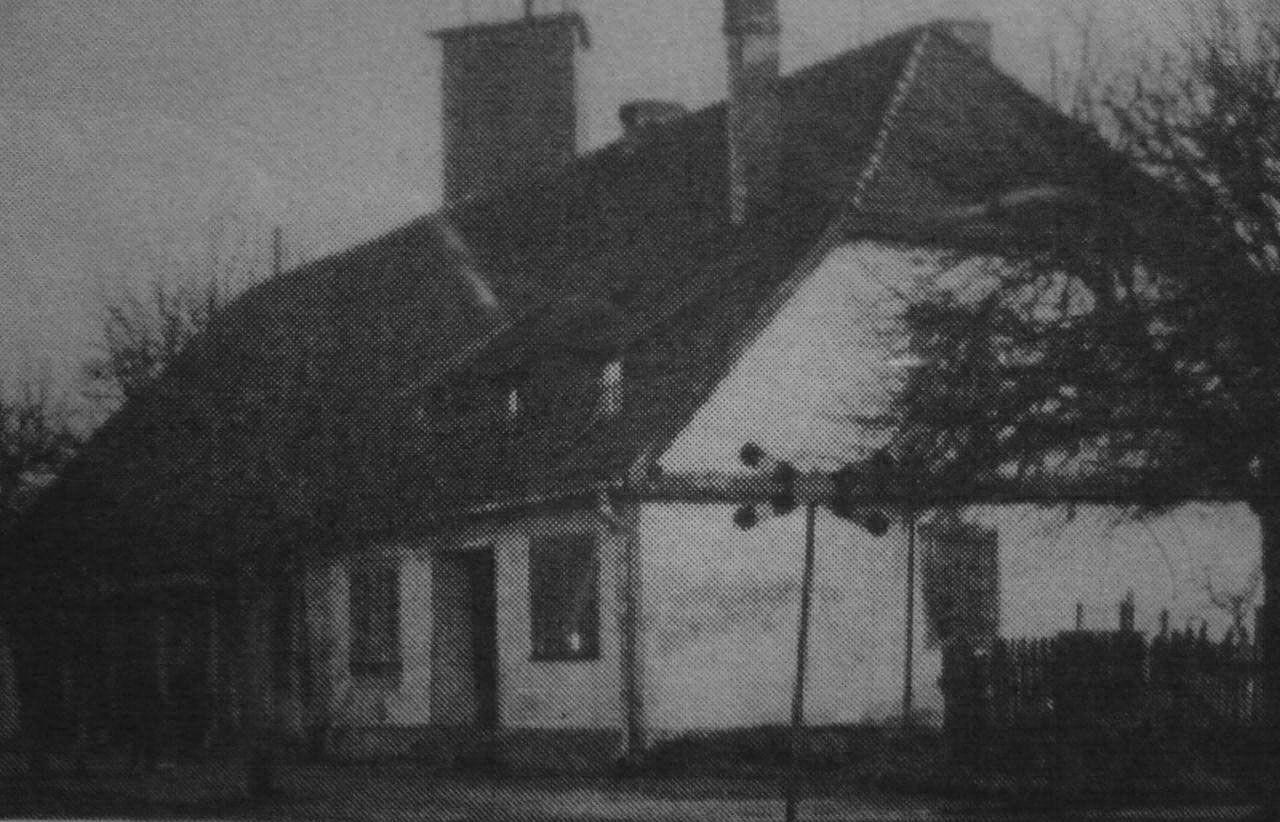
Remiza straży pożarnej Tartaku Państwowego (lata 60. XX w.)